# Taken by Trees

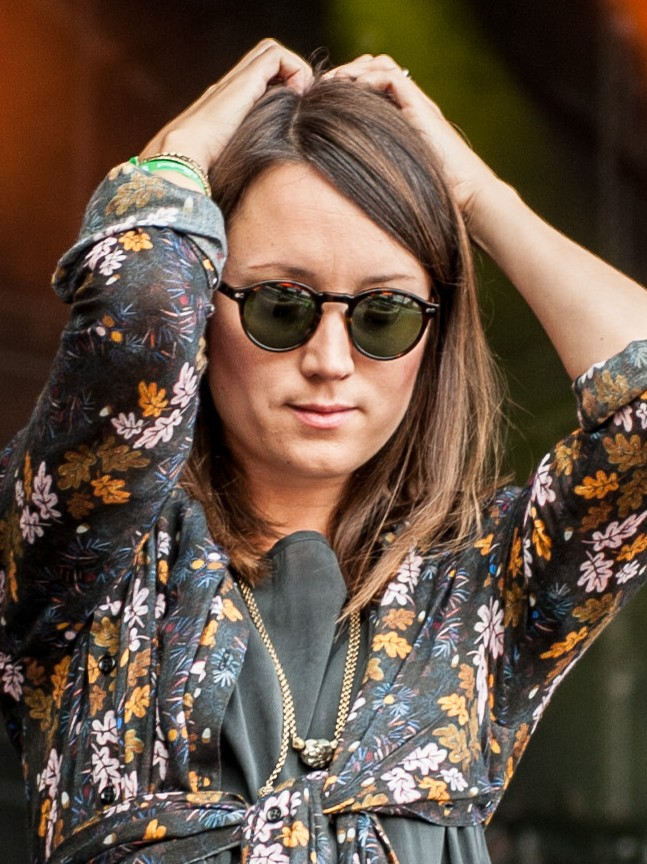
Taken by Trees (Victoria Bergsman) på Popaganda 2013

Taken by Trees är ett alias för den svenska popmusikern Victoria Bergsman. Bergsman lämnade gruppen The Concretes år 2006 och har sedan dess arbetat med soloprojektet Taken by Trees. Redan samma år spelade Bergsman in fyra låtar ("Tell Me," "Too Young," "Lost and Found," and "Hours Pass Like Centuries") med Peter Bjorn & Johns Björn Yttling, vilka gjordes tillgängliga online 2006. Taken by Trees första hela album, Open Field, släpptes av Rough Trade år 2007.
På Taken by Trees andra album, East of Eden, ville Bergsman prova något nytt, och åkte därför till Pakistan och spelade in albumet med lokala spelmän. East of Eden släpptes 2009. Efter att ha bott i New York och i Los Angeles reste hon till Hawaii, där hon spelade in sitt tredje album, Other Worlds.

## Diskografi

### Album
- Open Field (2007)
- East Of Eden (2009)
- Other Worlds (2012)
- Yellow to Blue (2018)